# San Francisco (Valencia)
San Francisco (en valenciano Sant Francesc) es un barrio de la ciudad de Valencia (España), perteneciente al distrito de Ciutat Vella. Está situado en el centro de la ciudad y limita al norte con El Pilar, El Mercado, La Seu y La Xerea, al este con El Pla del Remei, al sur con Ruzafa y al oeste con La Roqueta. Su población en 2009 era de 5.479 habitantes.

## Historia

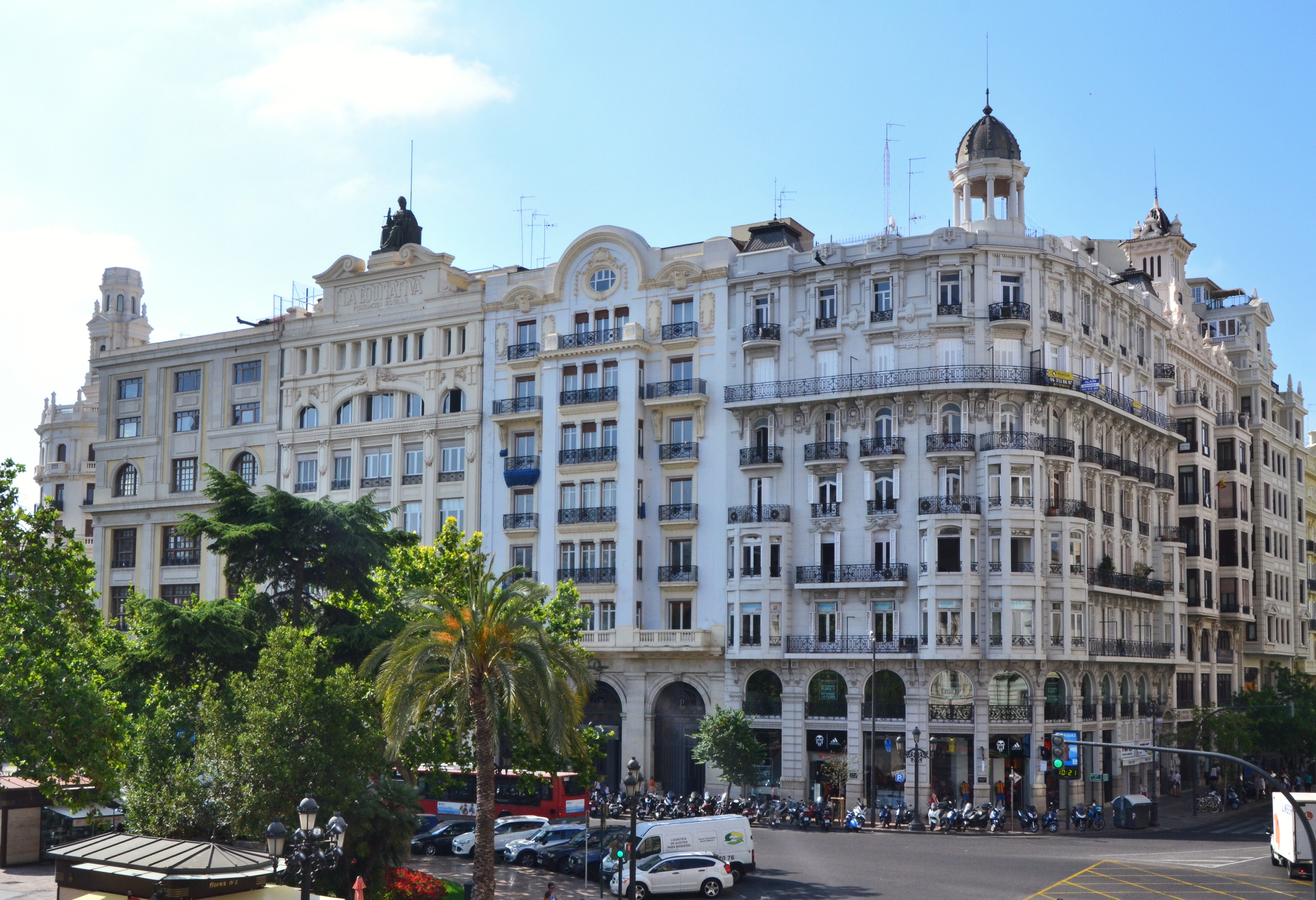
Edificios de principios del siglo XX como el Edificio de la Equitativa y el Edificio Telefónica, en la plaza del Ayuntamiento en el barrio de San Francisco.

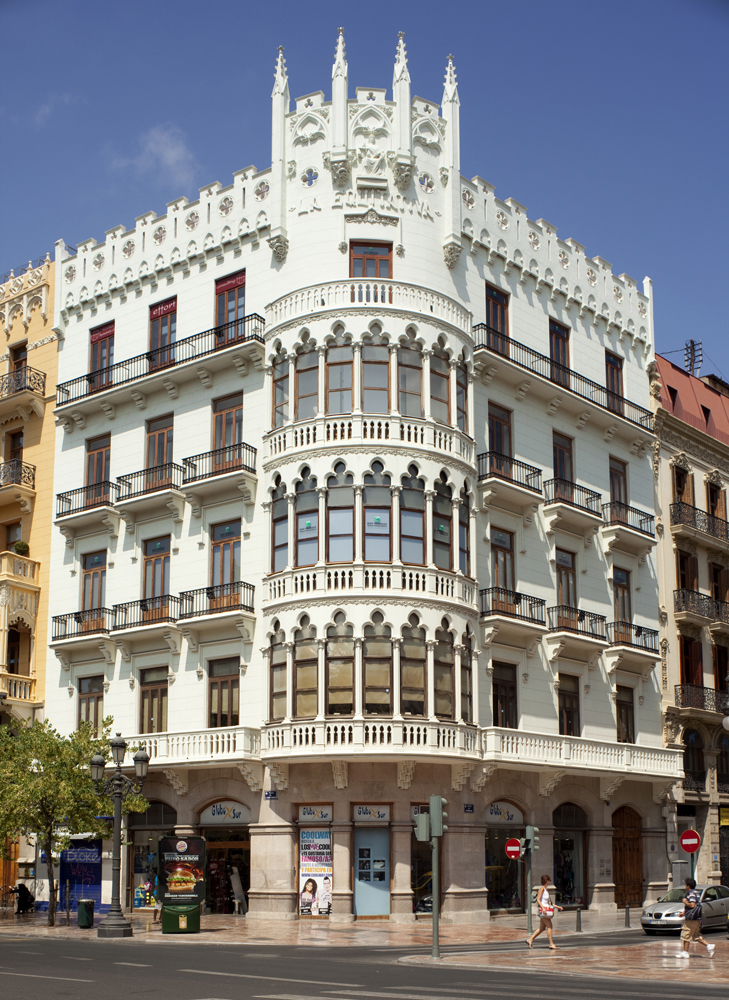
El Edificio Suay de 1910, de estilo modernista en el barrio de San Francisco.

El barrio toma su nombre del desaparecido convento de San Francisco que se ubicaba en el triángulo que hoy conforma la plaza del Ayuntamiento.